# Vitalij Ivanov
Vitalij Vladimirovič Ivanov (rusko Виталий Владимирович Иванов), ruski rokometaš, * 3. februar 1976, Karl-Marx-Stadt (Vzhodna Nemčija).
Leta 2004 je na poletnih olimpijskih igrah v Atlanti v sestavi ruske reprezentance osvojil bronasto olimpijsko medaljo.
Čez štiri leta je z reprezentanco osvojil 6. mesto.